# Cixius sphagnetophila
Cixius sphagnetophila är en insektsart som beskrevs av Dlabola 1957. Cixius sphagnetophila ingår i släktet Cixius och familjen kilstritar. Inga underarter finns listade i Catalogue of Life.